# South Yorkshire
South Yorkshire és un comtat d'Anglaterra, situat al nord del país. Té frontera amb els comtats de Derbyshire, West Yorkshire, North Yorkshire, East Riding de Yorkshire, Lincolnshire i Nottinghamshire. És el comtat més al sud de la regió administrativa de Yorkshire i Humber. Es va crear el 1974, com a escissió de l'històric comtat de Yorkshire, concretament del Riding Oest de Yorkshire, més unes petites àrees abans pertanyents a Derbyshire i Nottinghamshire. Actualment consisteix en un comtat cerimonial configurat per quatre districtes amb categoria d'autoritats unitàries: Barnsley, Doncaster, Rotherham i Sheffield. La seva capital és la ciutat de Barnsley, encara que el Consell del Comtat va ser abolit el 1986.
El territori queda emmarcat pels Penins a l'oest i l'estuari de l'Humber a l'est. La seva geologia, rica en carbó, va facilitar la industrialització de la zona. També es poden trobar cuidats espais naturals com la reserva d'Old Moor.

## Geografia

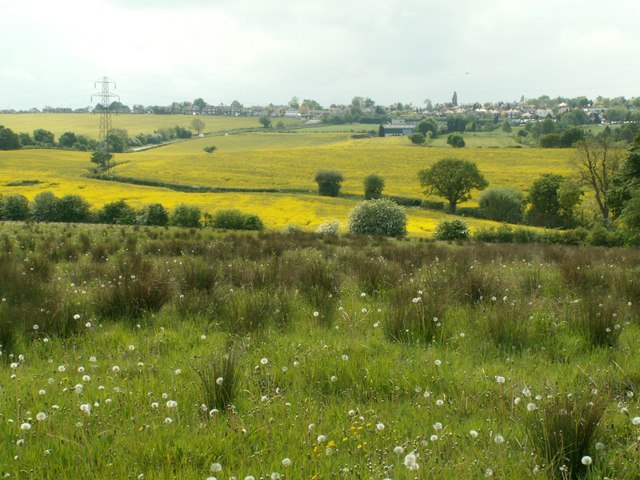
Paisatge entre Lee Lane i Notton Woods.

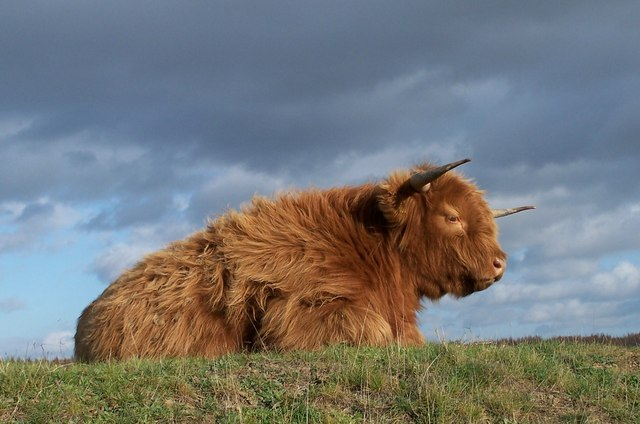
Bou de la reserva natural Old Moor.

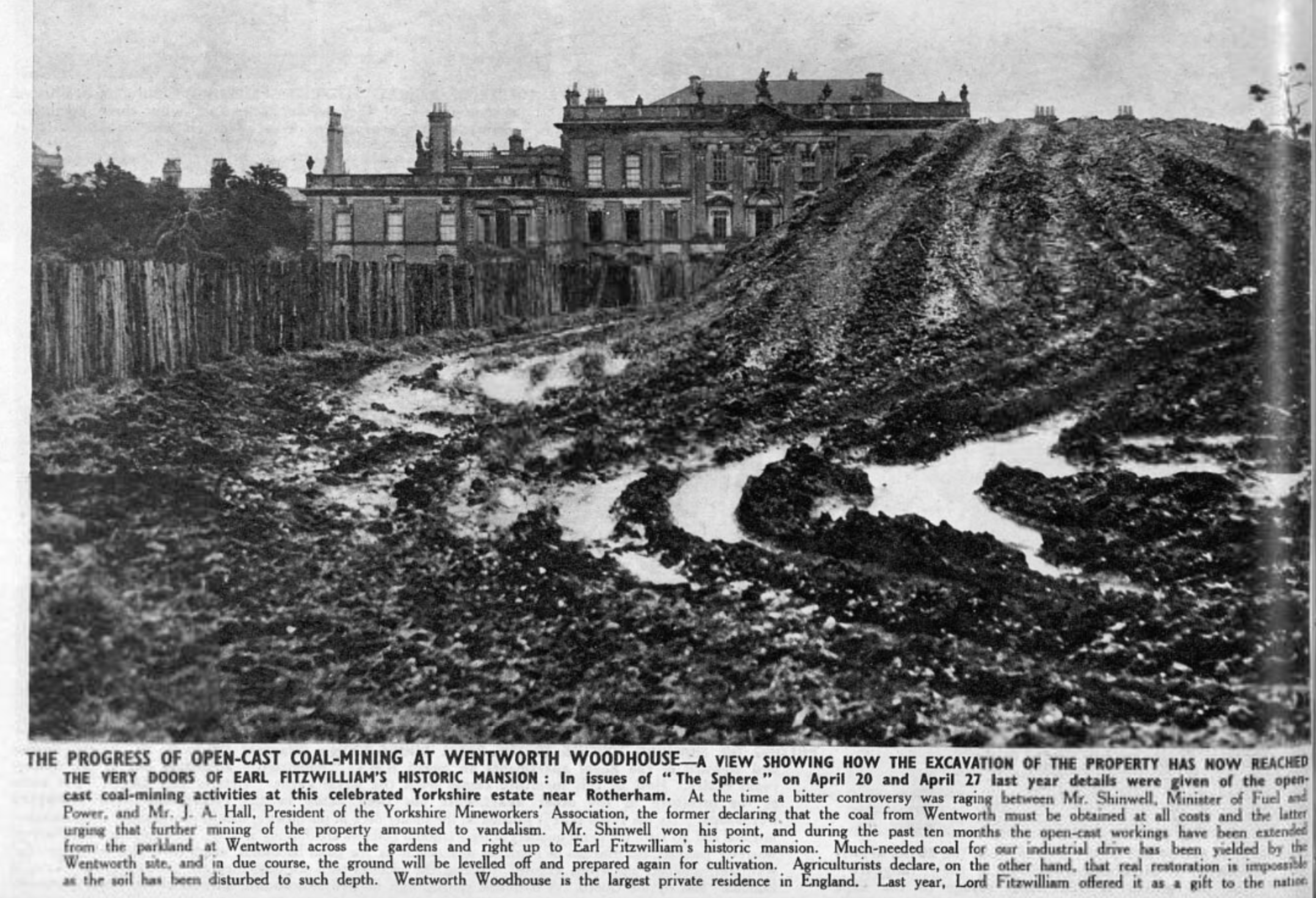
Mina de carbó a cel obert, Wentworth.

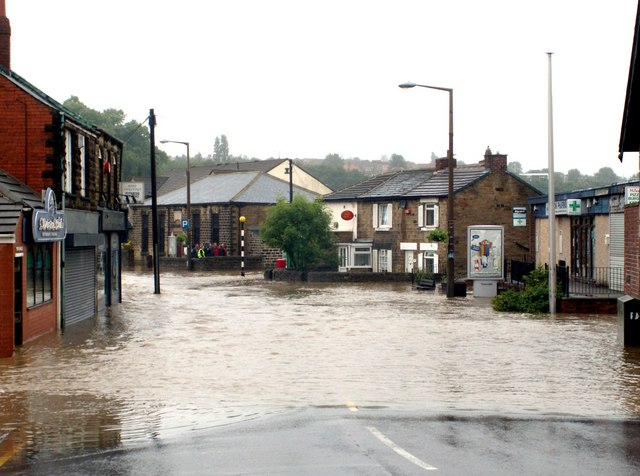
Desbordament del riu Dearne a Darton (districte de Barnsley).

El comtat metropolità descansa sobre un llit de roques del Carbonífer, l'anomenat camp de carbó de Yorkshire, que va produir un paisatge de turons suaus i arrodonits, amb algunes elevacions escarpades i valls amples. En aquest paisatge hi ha moltes restes que evidencien activitat industrial des dels primers temps. Es poden veure edificis d'explotacions mineres, pujols artificials formats per l'acumulació de residus miners, i plantes de transformació de ferro i acer. L'escenari és una barreja d'àrees construïdes, indústria de vegades en desús, i camp obert amb granges. Les zones urbanes tenen cinturons de desenvolupament que enllacen amb rutes de transport formades per carreteres, ferrocarril i canals; separats d'aquestes zones estan els espais naturals on, de tant en tant es veuen restes de l'època preindustrials ara abandonades entre la vegetació. L'oest del comtat està emmarcat pels Penins i els petits turons que hi ha al peu d'aquelles muntanyes, la majoria dels quals estan inclosos en un parc natural anomenat Peak District. En aquesta zona, per davall de la capa de roques del Carbonífer, hi ha pedra sorrenca i roques sedimentàries de silici del tipus amb què es feien les moles dels molins. El tram dels Penins que queda dins del comtat està envoltat pels erms i altiplans del Dark Peak. A la carena dels Penins hi ha valls pregones que fan la transició entre les terres altes i el paisatge rural de les terres baixes i el paisatge urbà de l'est del comtat.Old Moor és una reserva natural rica en biodiversitat.
Els principals rius que travessen el comtat són: el Dearne, el Rother i el Don. Cap a l'est, en la rodalia de Doncaster el relleu es fa més pla fins que els camps de carbó sobresurten entre els dipòsits lacustres dels Humberhead Levels, els aiguamolls de l'Humber.

## Història

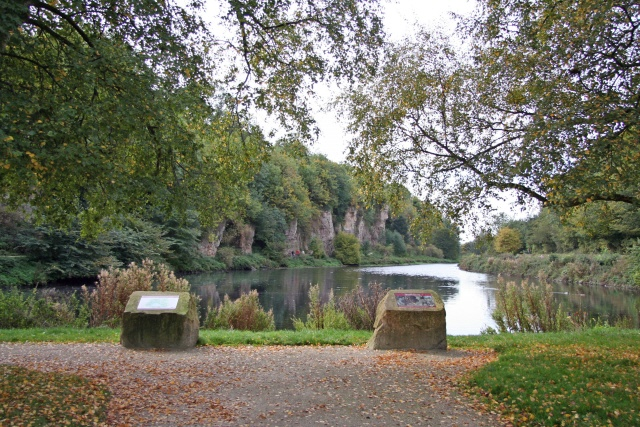
El llac de Creswell Crags.

Encara que el comtat de South Yorkshire no es va crear fins al 1974, la història de com es van constituir els seus assentaments es remunta segles enrere. Diverses proves demostren que va ser un lloc poblat des de la Prehistòria : a Deepcar, al nord de Sheffield, es va trobar un cercle de pedres anomenat casa del mesolític que eren els fonaments d'una casa datada de l'any 8000 aC; a Creswell Crags, a uns 4,8 km de la frontera amb Derbyshire, es van trobar eines a dins d'unes coves datades pels arqueòlegs en el Paleolític superior, fa almenys 12.800 anys. Durant l'ocupació romana de Britànnia, aquest territori va formar part de la frontera nord.
Els vikings van envair la zona i la van colonitzar. Així va sorgir Yorkshire, que era part del Danelaw.A diferència de la majoria de comtats anglesos que antigament estaven organitzats en hundreds, el de Yorkshire estava dividit en tres ridings i aquests en wapentakes. La separació judicial dels ridings es va establir després de la restauració monàrquica, quan es van crear tres quarter sessions, un per a cada riding.

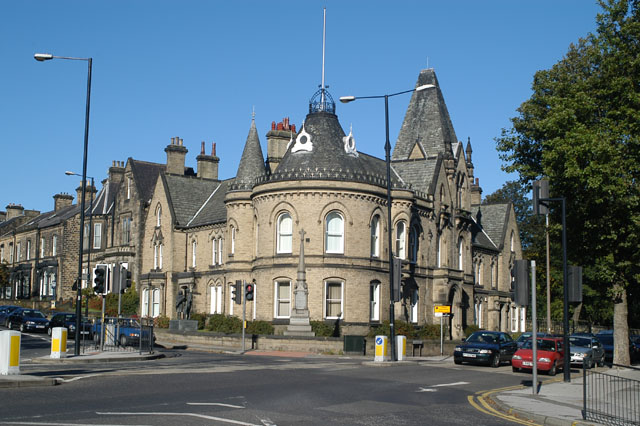
Saló dels miners, a Barnley.

Les principals ciutats del comtat van sorgir amb relació a la mineria i van prosperar com a ciutats industrials transformant aquestes matèries primeres en altres productes. El carbó va ser el mineral principal i les seves mines estaven concentrades al nord i l'est. També hi havien dipòsits de ferro en altres llocs. Al voltant dels rius, a l'oest del comtat va sorgir la indústria de l'acer, especialment al voltant de Sheffield.
El desembre del 1965 la Comissió per als Governs Locals d'Anglaterra va presentar un esborrany en què proposava crear un nou comtat format pels territoris de York i el nord de les Midlands, més o menys centrat en l'antic Riding Oest de Yorkshire més algunes parts de Derbyshire i Nottinghamshire. Aquesta comissió va ser abolida abans que acabés la seva feina i va ser substituïda per un altre grup de treball, la Royal Commission.
La Royal Commission va presentar l'any 1969 un estudi conegut amb el nom d'Informe Redcliffe-Maud, el qual proposava la renovació de gairebé tot el sistema d'administracions locals d'Anglaterra. Segons aquest informe la distinció entre districtes rurals i districtes urbans, llavors existent, era obsolet i no s'ajustava a les necessitats del país, ja que ambdós ambients estaven molt interconnectats: la gent dels pobles anava a les ciutats a treballar o de compres i els de ciutat anaven als pobles de vacances.
Les recomanacions de l'informe Redcliffe-Maud van ser acceptades el febrer del 1970. Però aquell mateix any van haver eleccions i el govern del Regne Unit va passar d'estar dominat pel Partit Laborista a estar-ho pel Partit Conservador, el qual va afegir diverses reformes la proposta i va veure la necessitat de crear el comtat de South Yorkshire.
La llei de governs locals del 1972 classificava els comtats en metropolitans i no metropolitans, i subdividia els comtats en districtes. L'1 d'abril del 1974 es va crear formalment el comtat de South Yorkshire i establia la creació d'un organisme per administrar-lo, el Consell del Comtat de South Yorkshire que, de fet ja havia estat funcionant des de les eleccions del 1973 i que tindria la ciutat de Barnsley com a capital.
Al començament estava subdividit en quatre districtes. El 1986, tots els consells de comtat d'Anglaterra van ser abolits i les seves funcions les van assumir els ajuntaments dels municipis, llevat d'alguns serveis conjunts: els bombers, la policia (gestionats pel South Yorkshire Police and Crime Commissioner) i els transports (gestionat pel South Yorkshire Passenger Transport Executive). Encara que el consell del comtat ja no existeix, sí que existeix South Yorkshire com a comtat cerimonial, representat per un Lord Lieutenant i un High Sheriff. Els districtes del comtat metropolità de South Yorkshire són ara quatre autoritats unitàries: Sheffield, Doncaster, Barnsley i Rotherham.

## Poblacions

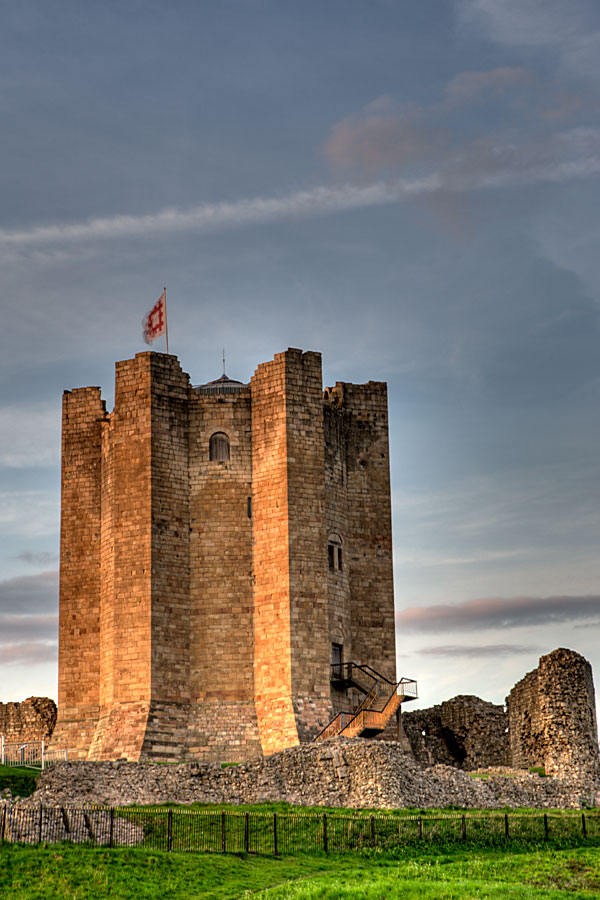
Castell de Conisbrough

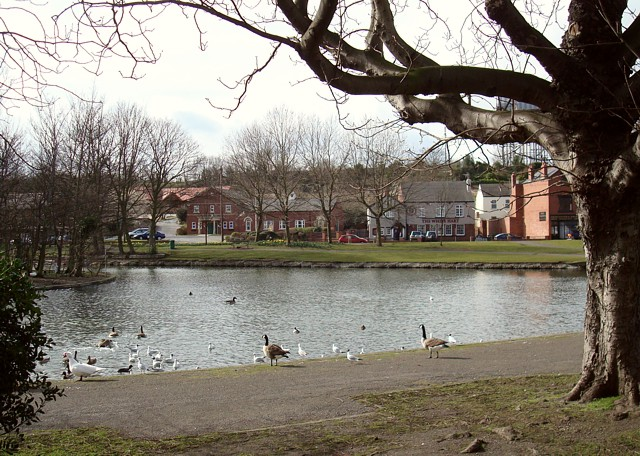
Ciutat minera i balneari d'Askern

La següent llista són les poblacions amb més habitants segons el cens del 2011:
- Sheffield (518.090 hab)
- Doncaster (109.805 hab)
- Rotherham (109.691 hab)
- Barnsley (91.297 hab)
- Wath-upon-Dearne (33.427 hab)
- Bentley (27.145 hab)
- Wombwell (23.355 hab)
- Chapeltown (23.056 hab)
- Dinington (19.860 hab)
- Adwick le Street (19.222 hab)
- Rawmarsh (18.498 hab)
- Hoyland (17.710 hab)
- Stocksbridge (13.069 hab)
- Cronisbrough (12.635 hab)

## Economia
Per ser una de les àrees menys pròsperes de l'Europa Occidental, South Yorkshire va demanar ajuts de la Unió Europea. La següent taula mostra l'evolució del producte interior brut expressat en milions de lliures esterlines i desglossat per sectors. La suma dels valors parcials pot no coincidir amb el valor total degut als arrodoniments.
| any  | valor afegit brut regional | sector primari | sector secundari | sector terciari |
| ---- | -------------------------- | -------------- | ---------------- | --------------- |
| 1995 | £10.453                    | £67            | £3.690           | £6.696          |
| 2000 | £13.187                    | £53            | £4.181           | £8.954          |
| 2003 | £15.799                    | £57            | £4.772           | £10.971         |